# Брвеница (община)
Брве́ница (Бырвеница; макед. Општина Брвеница (Б'рвеница), алб. Komuna e Bërvenicës) — община в Северной Македонии. Расположена на северо-западе страны. Население составляет 15 855 человек (2002 год).
Административный центр — село Брвеница.
Площадь территории общины 164,3 км² (158 км²).
Граничит с общинами Северной Македонии:
- на севере — с общиной Тетово;
- на северо-западе — с общиной Боговинье;
- на западе — с общиной Врапчиште;
- на юго-западе — с общиной Врапчиште;
- на юго-востоке — с общиной Македонски-Брод;
- на северо-востоке — с общиной Желино.

Кроме села Брвеница в состав общины входят ещё 9 сёл: Блаце, Волковия, Гургурница, Долно-Седларце, Милетино, Радиовце, Стенче, Теново и Челопек.
Этническая структура населения в общине:
- албанцы — 61,62 %;
- македонцы — 37,53 %;
- сербы — 0,49 %;
- боснийцы — 0,01 %;
- остальные — 0,39 %.